# Cleome kersiana
Cleome kersiana är en paradisblomsterväxtart som beskrevs av M. Thulin. Cleome kersiana ingår i släktet paradisblomstersläktet, och familjen paradisblomsterväxter. Inga underarter finns listade i Catalogue of Life.